# Qucs
Qucs (z ang. Quite Universal Circuit Simulator) – darmowe oprogramowanie do symulacji układów elektronicznych wydane na licencji GPL. Daje ono możliwość skonfigurowania obwodu z graficznym interfejsem użytkownika i symulacji zachowania obwodu przy mocnym sygnale, słabym sygnale i zakłóceniach. Symulacje cyfrowe są obsługiwane poprzez VHDL i/lub Verilog.
Qucs obsługuje rosnącą listę komponentów analogowych i cyfrowych, a także symulatoru SPICE. Jest prostszy w użyciu i obsłudze niż inne symulatory, takie jak gEDA lub PSPICE.

## Typy analizy
Typy analizy obejmują parametr S (w tym szum), prąd przemienny (w tym hałas), prąd stały, analizę stanów nieustalonych, równowagę harmoniczną (jeszcze nie ukończoną), symulację cyfrową (VHDL i Verilog-HDL) oraz zastosowanie parametrów.

## Cechy w skrócie
QUCS ma interfejs graficzny do tworzenia schematów. Dane symulacji mogą być reprezentowane na różnych typach diagramów, w tym na wykresie Smitha, kartezjańskim, tabelarycznym, biegunowym, Smith-Polarnym, 3D-kartezjańskim, krzywej Locusa, wykresie czasowym i tabeli logicznej.
Dokumentacja zawiera samouczki (WorkBook), raporty (ReportBook) oraz opis techniczny symulatora.
Inne funkcje obejmują kalkulator linii przesyłowej, syntezę filtrów, narzędzie Smitha Chart do dopasowywania mocy i szumu, syntezę projektu tłumika, menedżera modelu urządzenia i biblioteki obwodów, optymalizator projektów analogowych, interfejs Verilog-A, wsparcie dla języków (GUI i wewnętrzny system pomocy), hierarchia obwodów (w tym parametrów), Przetwarzanie danych możliwe jest przy użyciu równań i symbolicznie zdefiniowanych urządzeń nieliniowych i liniowych.

## Zestaw narzędzi
Qucs składa się z kilku niezależnych programów współpracujących ze sobą za pośrednictwem GUI.
GUI służy do tworzenia schematów, konfiguracji symulacji, wyświetlania wyników symulacji, pisania kodu VHDL itp.
Symulator analogowy, qucsator, to program wiersza poleceń uruchamiany przez GUI w celu symulacji skonfigurowanego schematu. Odczytuje plik listy rozszerzonej z poleceniami, wykonuje symulacje, a na koniec tworzy plik zestawu danych.
GUI zawiera edytor tekstowy, który może wyświetlać listy sieci i informacje rejestracyjne symulacji. Przydatne jest edytowanie plików związanych z niektórymi komponentami (np. listy SPICE lub pliki Touchstone).
Aplikacja do syntezy filtrów  wspomaga projektowanie filtrów. Kalkulator linii przesyłowej może służyć do projektowania i analizy linii przesyłowych różnych rodzajów (np. mikropasków, kabli koncentrycznych). Aplikacja do syntezy tłumików służy do projektowania tłumików pasywnych.
Menedżer bibliotek komponentów zapewnia dostęp do modeli urządzeń rzeczywistych (np. tranzystorów, diod, mostków, wzmacniaczy). Zazwyczaj są one implementowane jako makra. Użytkownik Qucs może rozszerzyć bibliotekę według potrzeb.
Narzędzie do konwersji jest używane przez GUI do importowania i eksportowania zestawów danych, list sieciowych i schematów z i do innego oprogramowania CAD/Electronic Design Automation. Obsługiwane formaty plików oraz informacje o użyciu można znaleźć na stronie qucsconv.
GUI programów może sterować innymi narzędziami EDA. Symulacje analogowe i mieszane mogą być wykonywane przez symulatory, które odczytują format listy sieci qucsator. Do czysto cyfrowych symulacji (przez VHDL) można użyć programu FreeHDL lub Icarus-Verilog. W celu optymalizacji obwodu (minimalizacja funkcji kosztu) można wywołać ASCO.

## Modele tranzystorowe
QUCS obsługuje modele tranzystorowe, niektóre muszą być dodawane ręcznie. Niektóre zostały przetestowane, są to
- FBH-HBT
- HICUM L0 v1. 12
- HICUM L0 v1.2
- HICUM L2 v2. 1
- HICUM L2 v2.22
- HICUM L2 v2.23
- MESFET (Curtice, Statz, TOM-1 I TOM-2)
- SGP (SPICE Gummel-Poon)
- MOSFET
- JFET
- EPFL-EKV MOSFET v2. 6.